# Setina binumerica
Setina binumerica är en fjärilsart som beskrevs av Pierre-Auguste-Joseph Drapiez 1819. Setina binumerica ingår i släktet Setina och familjen björnspinnare. Inga underarter finns listade i Catalogue of Life.